# Raffles, the Amateur Cracksman (film 1917)
Raffles, the Amateur Cracksman è un film del 1917, diretto da George Irving, basato sul lavoro teatrale omonimo di Ernest William Hornung e Eugene Wiley Presbrey (andato in scena a Broadway nel 1903 e 1904), a sua volta ispirato alla raccolta di racconti The Amateur Cracksman di Hornung, del 1899.

## Trama
Quando il conte de Bauderay si getta in mare dal ponte di un bastimento in pieno Mediterraneo dopo aver rubato, a bordo, la famosa "perla rosa dell'India" (sottraendola ad uno speculatore truffaldino, le cui vittime egli intendeva rifondere vendendo il gioiello) – e portandosela in qualche modo con sé nelle acque -, più di una persona rimane stupita e amareggiata: innanzitutto il proprietario della perla, ed in secondo luogo la signora Vidal, che, durante la crociera, si era innamorata di lui.
Un anno dopo l'asso del cricket A. J. Raffles fa ritorno a Londra dopo aver disputato alcuni tornei in Australia, proprio nel momento in cui la capitale britannica è scossa da una serie di furti perpetrati da colui che la stampa ha soprannominato "the amateur cracksman" (il rapinatore dilettante). Dopo aver ripreso a frequentare i club più esclusivi della città, Raffles viene invitato, insieme ad altri membri dell'alta società, a trascorrere un week-end presso il maniero di Milchester, residenza di Lord Amersteth e dei suoi figli. Fra i presenti alla prestigiosa accolita c'è Lady Melrose - cognata del padrone di casa - che sfoggia una preziosa collana, a detta di tutti possibile oggetto delle mire dell'amateur cracksman; e la signora Vidal, che conosceva Raffles sotto altro nome e che aveva visto gettarsi in acqua con la refurtiva.
L'investigatore George Bedford, di Scotland Yard, fa pure parte degli invitati. Ed accade, in effetti, che tale Crawshay, ladro d'appartamento, in combutta con una cameriera degli Amersteth, tenti quella notte di impadronirsi della preziosa collana di Lady Melrose. Il colpo va male: Raffles mette fuori combattimento Crawshay che, ricercato, viene arrestato da Bedford, senza ulteriori investigazioni. Nessuno (se non Crawshay) ha notato che la collana dei Melrose è stata presa da Raffles, che aveva in tal modo voluto sfidare l'altero ispettore Bedford, che aveva affermato di poter catturare il famigerato amateur cracksman.
La signora Vidal e l'ispettore Bedford, in base a diversi indizi, cominciano a credere che Raffles stesso non sia altri che l'amateur cracksman. Ed in realtà lo è, com'egli confida in primo luogo all'amico Bunny Manders, che lo aiuta a nascondere la refurtiva prima che lo stesso Raffles decida di renderla alla proprietaria. Raffles, dopo ulteriori circostanze, è ormai identificato coll'amateur cracksman. Riuscirà a sfuggire all'arresto grazie ad un astuto trucco.

## Produzione
A. J. Raffles, una sorta di ladro gentiluomo, è il personaggio principale di una serie letteraria dello scrittore inglese Ernest William Hornung (cognato di Arthur Conan Doyle, l'ideatore di Sherlock Holmes), proseguita dal 1898 al 1909; il suo amico e complice Bunny Manders è pure un personaggio ricorrente della saga, così come l'investigatore di Scotland Yard che tenta invano di opporsi alle malefatte di Raffles (nei racconti e romanzi di Hornung il suo nome è Mackenzie). Sulle stesse fonti letterarie e teatrali è basato un film omonimo di Gilbert M. Anderson del 1905; in seguito sono stati realizzati (almeno) 4 film intitolati Raffles e numerosi altri film (nonché produzioni radio-televisive) con Raffles come protagonista o comunque presente come personaggio.
Le riprese esterne sono state effettuate principalmente a Livingston (Staten Island, New York); alcune scene sono state girate allo Staten Island Cricket Club.
La pellicola, per l'uscita statunitense, consisteva di 7 rulli per una lunghezza totale di 2100 metri.
Come riportato dall'Exhibitors Herald del 9 marzo 1918, l'organo di censura Chicago Board of Censors aveva richiesto di effettuare dei tagli alla pellicola, e precisamente: "Rullo 1: didascalia "Alleggerire quelli come lui dei loro guadagni illeciti sarebbe un'occupazione ideale"; primo piano del furto della perla dalla scarpa; nascondere la perla in una pallottola svuotata. Rullo 2: didascalia "Ha passeggiato nella vita prendendo dai ricchi per dare ai poveri". Rullo 4: la cameriera  che si impossessa della chiave prendendola da sotto il cuscino, e che ruba la collana (…) Rullo 5: (…) didascalia "Non ho mai rubato nulla per mio personale guadagno. Ho rapinato i ricchi per dare ai poveri". Rullo 6: didascalia "Prendi i brillanti e fa' in fretta", e le scene di rapina precedenti e successive." Gran parte delle sequenze indicate sono comunque rimaste nelle copie attualmente disponibili.

## Distribuzione

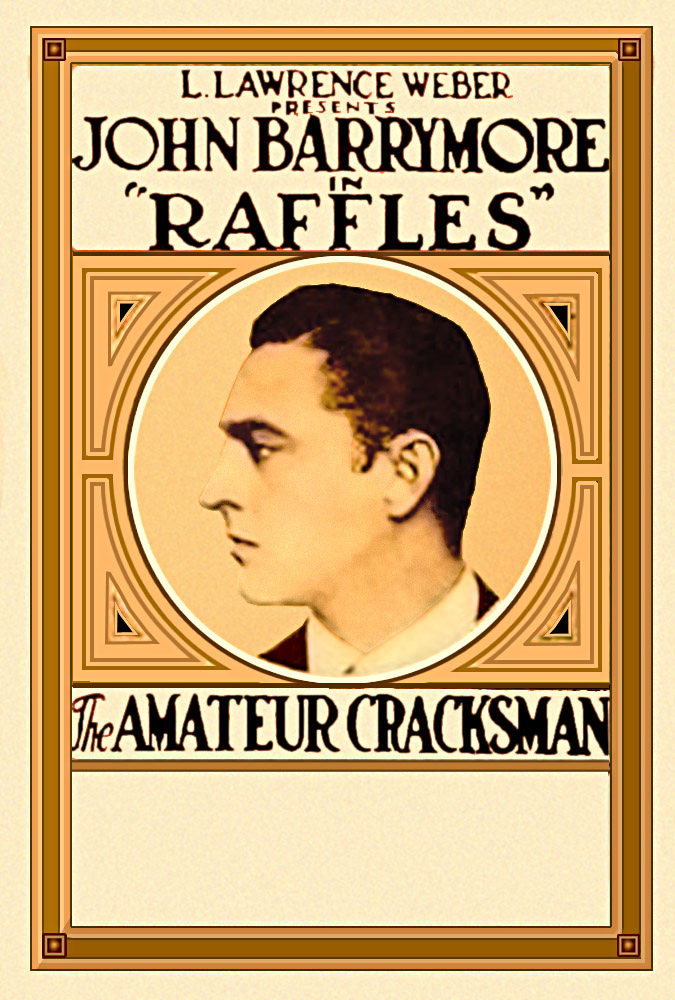
Locandina del film

Distribuito dalla Hiller & Wilk, il film è uscito nelle sale cinematografiche statunitensi nel dicembre del 1917.
Raffles, the Amateur Cracksman è stato edito in DVD nel 2004 (riedito nel 2007) a cura della Grapevine Video (insieme ad un altro Raffles, film del 1925 di King Baggot), con didascalie inglesi, privo di sottotitoli, dotato di una colonna sonora.

## Accoglienza
Su Variety del 7 dicembre 1917 si può leggere: "Ciò che il vecchio Barrymore, e il suo Captain Swift avevano rappresentato per la generazione precedente, John Barrymore e Raffles, the Amateur Cracksman rappresentano per quella odierna. (…) questa versione filmica delle immensamente popolari opere di E. W. Hornung, in virtù del suo valore artistico, l'intensa prolungata suspense e la sua irrefutabile logica, dovrebbe far colpo sul pubblico per più di una stagione. Nessun tipo di eroe teatrale o letterario è più affascinante di questo manierato fuorilegge (…) È questo tipo di materiale che Anthony Kelly ha assorbito e reso in una sceneggiatura impeccabile, e per il quale George Irving ha curato la regia con delicatezza, piacevolezza scenica e tensione continua che fanno domandare per lui un posto nelle file dei maggiori produttori artistici del paese. Il giovane Barrymore dimostra in questo film la sua capacità di assurgere al genio drammatico del suo illustre padre."
Nel Motion Picture News del 15 dicembre 1917, che recensisce il film dopo l'anteprima, prima che uscisse per il pubblico, si rileva che Raffles, the Amateur Cracksman "è molto interessante, dall'inizio alla fine, e può essere raccomandato a tutti i gestori di sale cinematografiche. Il cast è formato da artisti di chiara fama. La produzione è eccellente, e la fotografia si staglia fra le migliori. Come è apparso nell'anteprima di settimana scorsa, la pellicola è stata messa insieme con qualche fretta. Un paio di didascalie, a causa appunto del montaggio affrettato, sono risultate essere evidentemente fuori posto. (…) Il film può essere migliorato effettuando dei tagli. La durata complessiva è troppo elevata, così come anche alcune scene sono eccessivamente lunghe. (…) L'azione è ovunque convincente e scorre con un movimento rapido che tiene desta l'attenzione. Il film dovrebbe venir accettato a colpo sicuro da ogni tipo di pubblico."